# Curtisella hansoni
Curtisella hansoni är en stekelart som beskrevs av Marsh 2002. Curtisella hansoni ingår i släktet Curtisella och familjen bracksteklar. Inga underarter finns listade i Catalogue of Life.